# گرانت ایروین
گرانت ایروین (انگلیسی: Grant Irvine؛ زادهٔ ۱۷ مارس ۱۹۹۱) ورزشکار ورزش شنا اهل استرالیا است.
وی در مسابقات کشوری و بین‌المللی در مجموع برندهٔ ۲ مدال نقره و ۲ مدال برنز شده‌است.